# Доктор Гібберт
Джуліус Гібберт (англ. Julius Hibbert), також відомий як Доктор Гібберт — один з вигаданих персонажів мультсеріалу «Сімпсони». Джуліус працює лікарем у Спрингфілді й часто лікує родину Сімпсонів. Він ― гарний лікар, має добре почуття гумору і часто сміється з усього. Йому 40 років.

## Основні дані

### Загальний опис
Доктор Гібберт — один з небагатьох більш-менш нормальних персонажів серіалу і не має серйозних вад, окрім дивної звички сміятися з усього. Цей персонаж був задуманий як пародія на декількох чорношкірих акторів США. Він має сім'ю, дружину Берніс та принаймні троє дітей. Джуліус є одним з поважних мешканців Спрінгфілду. Джуліус Гібберт завжди ходить до церкви, де збираються інші чорношкірі парафіяни. Також відомо, що Доктор Гібберт дуже розумний, має надзвичайно високий коефіцієнт інтелекту, але іноді, мабуть, з цієї причини відноситься зверхньо до інших і зокрема до своїх пацієнтів. Гібберт закінчив один з провідних медичних інститутів США і є гарним спеціалістом, хоча його поведінка з пацієнтами та часом неординарні процедури лікування іноді викликають подив багатьох. Іноді він мусить працювати з Доктором Ніком, де Нік працює, як анестезіолог.

### Професійні якості
Доктор Гібберт — справді професійний сімейний лікар. Джуліус дуже добрий і компетентний лікар і ще не запоров жодної своєї операції (на відміну від Ніка). Він спеціалізується на усьому і чудово розуміється у будь-яких галузях анатомії, і є професіоналом, який не боїться різних хірургічних інструментів і не має алергії на кров, яку має псевдолікар Доктор Нік. Навпаки, він щомісяця здає кров на благо хворих людей, які лежать у Спрингфілдському загальному міському госпіталі. Гібберт є також головним лікарем, і хірургом, і стоматологом, і анестезіологом, і рентгенологом. І кожну з цих робіт він виконує дуже належно і якісно. Він ніколи не ображає пацієнтів і завжди видає цукерки після процедур усім охочим.

### Фінансове становище
Точно фінансове становище Гібберта визначити неможливо, так само як і у Ленні. Він згадував, що має бунгало на Гаваях і будиночок в Альпах. Скоріше всього, Гібберт відкладає свої капітали. Він їздить у відпустку на Канарські острови та на Багами й у цьому плані теж трохи зверхньо відноситься до людей.
У другому сезоні Гібберт мав проводити коронарне шунтування на серці Гомера, проте запросив суму — 30000 доларів, після ще одного інфаркту Гомера — 40000, на відміну від Ніка, який зробив операцію за 131 долар США.